# Partida de ajuste
Las partidas de ajuste son registros que se hacen el libro "Diario", generalmente al final de cada ejercicio contable, con el fin de poner o llevar cada cuenta a su saldo correcto, ya sea aumentando o disminuyendo su valor o bien creando nuevas cuentas, pero que siempre tienen su origen en actividades de la empresa.
"Nota":

## Clasificación de las partidas de ajuste
Las partidas de ajuste se dividen en:
- Partidas legales.
- Partidas por corrección.

### Partidas de ajuste legales
Son las que se efectúan teniendo cuidado de no transgredir una ley. 

### Partidas de ajuste por corrección
Son las que se efectúan para corregir un error cometido, el cual puede ser de cálculo o por registro incorrecto de una cuenta.
- Datos: Q18417866